# 優選理論
優選理論（英語：Optimality Theory，OT），又称優化理論、最優性理論、最適性理論、音律至善論等，是一種语言学模型，該理論認為語言表面可見的形式源自數個互相衝突的約制(constraints)之間的相互作用。優選理論不同於其他音韻分析方法，像是自動段音韻學及線性音韻學等理論通常以規則(rules)描述而非限制(constraints)。優選理論將語法規則(grammars)模型化為一系統，此系統提供從輸入到輸出的映射(mapping)；基本上，輸入被視為底层形式（Underlying representation），而輸出則是表层形式（surface representation）。
在語言學中，優選理論的起源於1991年"艾倫·普林斯"（Alan Prince）及"保羅·斯莫連斯基"（Paul Smolensky）的談話，後來在由同作者於1993年的文章中發表出來。

## 理論
優選理論有三個基本構成要件：
1. GEN 選擇一個輸入(input)，並產生一系列可能的輸出(output)，或稱為候選項目，
2. CON 提供準則，此準則以數個嚴密有序的可"違反約制"(violable constraint)之形式表示，用以決定候選項目，然後
3. EVAL 根據這些限制選出的最佳候選項目，此項目即為輸出(output)。

優選理論假定這些構成要件具有普遍性。語法中的差異反映出CON組中各項具普遍性的約制有著不同的優先順序。語言習得的部分進程因此可被描述為調整這些約制之優先順序的過程。
優選理論最初於1993年由語言學家艾倫·普林斯和保羅·斯莫連斯基所提出的，後來由艾倫·普林斯和約翰·J·麥卡錫接續發展此理論。雖然優選理論獲得的許多關注一直與其在音位學中的運用有關，優選理論最早也是被應用於此領域，但是該理論也適用於語言學的其他子領域(例如句法學和語義學)。
優選理論如同其他生成語法的各種理論，著重於普遍原則、語言類型學及語言習得方面的探索。
優選理論亦植基於人工神經網路研究，此理論被提出，有幾分是為了要取代協和語法的聯結主義理論，協和語法是於1990年由Géraldine Legendre、宮田義郎(Yoshiro Miyata)與保羅·斯莫連斯基發展出來的理論。一些優選理論的變異理論裡存在偏重類聯結主義的約制，且在近期的研究裡持續被採用。

## 輸入及GEN:候選集合
優選理論假設沒有任何特定語言輸入上的約制。這被稱為"基礎的寬容"(richness of the base)。每個語法都可以處理每一個可能的輸入。一種語言的語法（其約制排名）決定了哪些未定的候選項目將被 EVAL 評估為優選項目。

## CON：約制集
在優選理論中，每個約束都是普遍的。CON 在每種語言中都是一樣等位的。有兩種基本類型的約制。

## 優選論的發展和修正

### 制約條件合取
能較好解釋WOW、對分析因元音和諧、音段中和、強制性非同值原則(OCP無雙原則)變化，還有推導環境效應、祖父效應、鏈移現象等連續推導引起的音系晦暗現象很有幫助，至少提供了新的解決思路。
(複合體制約條件的排列規則限制了OT制約條件的階乘類型factorial type)

### 重複和共謀問題(repulication & conspiracy)
OT的並行處理(parallelism)模式通過制約條件(如格雷斯曼定律、顎化、音叢減少)交互作用(alternation)能較SPE更好的解決重複問題(包括構詞重複、超音段重複等)。

### 音系晦暗問題(opacity)
由於OT對音系晦暗現象的無奈，於是產生了推導性OT模式「有限和諧序列論」、分層優選論、對應理論、共感論(Sympathy和應論)、還有比較標記理論以及優選論候選項鏈式理論。

## 外部連結
- Rutgers University Optimality Archive （页面存档备份，存于）
- Optimality Theory and the Three Laws of Robotics （页面存档备份，存于）
- OT Syntax: an interview with Jane Grimshaw